# Nivelles (okręg)
Nivelles (fr. Arrondissement administratif de Nivelles, nld. Arrondissement Nijvel, niem. Bezirk Nivelles) – okręg w północnej Belgii, w Regionie Walońskim, jedyny w prowincji Brabancja Walońska.

## Podział administracyjny
Okręg podzielony jest na 27 gmin (nld. gemeente, fr. commmune, niem. Gemeinde), w skład których wchodzą 94 dzielnice (deelgemeente)
| - Beauvechain (Bevekom) - Hamme-Mille - L’Écluse (Sluizen) - Nodebais (Nodebeek) - Tourinnes-la-Grosse (Deurne) - Braine-l’Alleud (Eigenbrakel) - Lillois-Witterzée - Ophain-Bois-Seigneur-Isaac - Wauthier-Braine (Woutersbrakel) - Braine-le-Château (Kasteelbrakel) - Chastre - Chastre-Villeroux-Blanmont - Cortil-Noirmont - Gentinnes - Saint-Géry - Chaumont-Gistoux - Bonlez - Corroy-le-Grand - Dion-le-Mont - Dion-le-Val - Longueville - Court-Saint-Étienne - Genappe (Genepiën), miasto - Baisy-Thy - Bousval - Glabais (Glabbeek) - Houtain-le-Val (Dalhoutem) - Loupoigne - Vieux-Genappe (Oud-Genepiën) - Ways - Grez-Doiceau (Graven) - Archennes (Eerken) - Biez - Bossut-Gottechain (Bossuit-Gruttekom) - Nethen - Hélécine (Heylissem) - Linsmeau (Linsmeel) - Neerheylissem (Neerheilissem) - Opheylissem (Opheilissem) - Incourt - Glimes - Opprebais - Piétrebais (Neerbeek) - Roux-Miroir | - Ittre (Itter) - Haut-Ittre (Hoog-Itter) - Virginal-Samme - Jodoigne (Geldenaken), miasto - Dongelberg - Jauchelette (Klein-Geten) - Jodoigne-Souveraine (Opgeldenaken) - Lathuy (Laatwijk) - Mélin (Malen) - Piétrain (Petrem) - Saint-Jean-Geest (Sint-Jans-Geest) - Saint-Remy-Geest (Sint-Remigius-Geest) - Zétrud-Lumay (Zittert-Lummen) - La Hulpe (Terhulpen) - Lasne - Couture-Saint-Germain - Lasne-Chapelle-Saint-Lambert - Maransart - Ohain - Plancenoit - Mont-Saint-Guibert - Corbais (Korbeek) - Hévillers - Nivelles (Nijvel), miasto - Baulers - Bornival - Monstreux - Thines - Orp-Jauche (Adorp-Geten) - Énines - Folx-les-Caves - Jandrain-Jandrenouille - Jauche (Geten) - Marilles - Noduwez (Nodevoorde) - Orp-le-Grand (Groot-Adorp) - Ottignies-Louvain-la-Neuve, miasto - Céroux-Mousty - Limelette - Louvain-la-Neuve (Neu-Löwen) - Ottignies | - Perwez (Perwijs) - Malèves-Sainte-Marie-Wastines - Orbais (Oorbeek) - Thorembais-les-Béguines - Thorembais-Saint-Trond - Ramillies - Autre-Église - Bomal - Geest-Gérompont-Petit-Rosière - Grand-Rosière-Hottomont - Huppaye - Mont-Saint-André (Sint-Andriesberg) - Ramillies-Offus - Rebecq - Bierghes (Bierk) - Quenast (Kenast) - Rixensart - Genval - Rosières (Rozieren) - Tubize (Tubeke), miasto - Clabecq (Klabbeek) - Oisquercq (Oostkerk) - Saintes (Sint-Renelde) - Villers-la-Ville - Marbais (Marbeek) - Mellery - Tilly - Sart-Dames-Avelines - Walhain - Nil-Saint-Vincent-Saint-Martin - Tourinnes-Saint-Lambert - Walhain-Saint-Paul - Waterloo - Wavre (Waver), miasto - Bierges (Bierk) - Limal |